# لی جونگ-هیون
لی جونگ-هیون (به کره‌ای: 이종현؛ به انگلیسی: Lee Jong-hyun؛ زادهٔ ۱۵ مه ۱۹۹۰؛ نوازندهٔ گیتار، خواننده، ترانه‌سرا و بازیگر اهل کره جنوبی است. او نوازندهٔ گیتار لید و خوانندهٔ گروه راک سی‌ان‌بلو می‌باشد.
وی فعّالیّت بازیگری خود را در سال ۲۰۱۰ و با ایفای نقش در فیلم «آکوستیک» آغاز کرد و سپس در سال ۲۰۱۲، در مجموعهٔ تلویزیونی «وقار یک جنتلمن» حضور یافت.

## زندگی‌نامه
لی جونگ هیون در سال ۱۹۹۰ در شهر بوسان به دنیا آمد، خانواده اون تشکیل شده از پدر و مادر و ۲خواهر بزرگتر، او تا ۴ سالگی تا قبل از اینکه خانواده اش به ژاپن نقل مکان کنن در بوسان زندگی کرد. اما خانواده اش دوباره به بوسان برگشتند و او دوران راهنمایی و دبیرستان را در آنجا گذراند. شخص استعداد یابی که از طرف کمپانی FNC به بوسان آمده بود تا یونگ هوا رو ببینه و توی خیابون جونگ هیون رو در حالی که داشته با یه بچه عکس می‌انداخته میبینه سریع به اونم می گه که باهاش بیاد. در راه مکان استعداد یابی که بود یونگ هوا رو ملاقات می کنه. بعدش اونا مین هیوک رو می بینن بعد از اینکه هر سه شون به عنوان cn blue قبول می شن جونگ هیون شروع به تمرین کردن برای گیتار بیس می کنه. جونگ هیون قبل از اینکه فعالیت موسیقی رو شروع کنه جودو کار می‌کرده و حتی مدال طلا هم در یکی از مسابقات گرفته اما چون در یکی از مسابقات در بوسان در عرض چند دقیقه شکست می خوره جودو رو رها می کنه و روی موسیقی تمرکز می کنه؛ اون در این باره می گه: «من تا زمان دبیرستان جودو کار می‌کردم، حتی اون زمان یه مدال طلا هم بردم، هنوزم جودو رو دوست دارم همچنین دوست دارم که تو صحنه‌های اکشن هم بازی کنم، این چیزیه که من همیشه دوست داشتم» در ابتدا اون شروع به یادگیری پیانو می کنه اما وقتی که خواننده انگلیسی «اریک کلاپتون» رو می بینه که داره گیتار میزنه تصمیم می گیره که گیتار زدن رو یاد بگیره. فعالیت موسیقی گروهش با آهنگ Im A Loner معروف شد، قبل از اون، سی ان یک گروه مستقل بود که با لیدریه جونگ هیون در ژاپن فعالیت می‌کرد. اما بعد از موفقیتشون در کره کمپانی Warner Japan با آنها قرار داد بست و اونها اولین سینگل ژاپنیشون زیره نظره این کمپانی به نام In my Head بیرون دادن. بعد از اون، جونگ هیون لیدری رو به یونگ هوا داد. جونگ هیون و یونگ هوا با هم آهنگ‌هایی ساختن و نوشتن که در ژاپن یا کره منتشر شد که از همه اونا به خوبی استقبال شد. آهنگ Come On جزو ۵ آهنگ برتر چارت هفتگیه اریکون ژاپن شد و آهنگ Get Away در پایان یکی ار قسمت‌های یک سریال آمریکایی پخش شد. جونگ هیون آهنگ My Love رو برای سریالی که درش بازی کرده بود رو خوند که که آهنگ مدت‌ها پرفروش بود و جزو معروف‌ترین OSTهای سال ۲۰۱۱ محسوب شد، همچنین جایگاه ۶ در بین ۱۰۰ آهنگ برتر کره ای سال ۲۰۱۲ رو به دست آورد.
فعایت بازیگری سال ۲۰۱۰ اون در فیلم کوتاهی در نقش کیم سونگ وون بازی کرد که مین هیوک هم نقش برادرش رو در اون فیلم ایفا کرد

## فیلم‌شناسی

### سریال‌ها
| سال       | شبکه      | عنوان                         | نقش            | توضیحات                    |
| --------- | --------- | ----------------------------- | -------------- | -------------------------- |
| ۲۰۱۲      | اس‌بی‌اس    | وقار یک جنتلمن                | کالین بلک      | نقش مکمّل                   |
| ۲۰۱۳      | کی‌بی‌اس۲   | درام ویژه – رنگ نوجوانی       | یانگ یونگ-وونگ | افتخاری، قسمت ۲–۳          |
| ۲۰۱۳–۲۰۱۴ | تی‌وی‌ان    | چونگ‌دام-دونگ ۱۱۱              | خودش           | برنامهٔ تلویزیونی، قسمت ۱–۸ |
| ۲۰۱۴      | لاین تی‌وی | یک روز آفتابی (درام اینترنتی) |                | افتخاری، قسمت ۴و۸          |
| ۲۰۱۵      | کی‌بی‌اس۲   | مارمالاد پرتقال               | هان شی-هو      | نقش اصلی                   |

### فیلم‌ها
| سال  | ناشر           | عنوان   | نقش         | توضیحات      |
| ---- | -------------- | ------- | ----------- | ------------ |
| ۲۰۱۰ | کینو آی/دی‌ام‌سی | آکوستیک | کیم سونگ-ون | شروع بازیگری |

## ترانه‌شناسی

### تک‌آهنگ‌ها
| سال  | عنوان                            | بالاترین رتبه در جدول | بالاترین رتبه در جدول | فروش         | آلبوم                                    |
| سال  | عنوان                            | گائون                 | بیلبورد               | فروش         | آلبوم                                    |
| ---- | -------------------------------- | --------------------- | --------------------- | ------------ | ---------------------------------------- |
| ۲۰۱۰ | پر کشیدن (به‌همراه کانگ مین-هیوک) | ۱۰۲                   | —                     |              | موسیقی‌متن «آکوستیک»                      |
| ۲۰۱۲ | عشق من                           | ۴                     | ۲                     | - ۲٬۱۸۷٬۱۵۰+ | موسیقی‌متن «وقار یک جنتلمن»               |
| ۲۰۱۳ | خزان عشق (به‌همراه جونیل)         | ۲۷                    | ۵۲                    | - ۱۱۲٬۷۳۵+   | رمانتیک جی: آلبوم ویژهٔ تک‌آهنگ‌های زمستانه |
| ۲۰۱۴ | عشق نوپا (به‌همراه ملودی دی)      | ۷۶                    | —                     |              | تک‌آهنگ دیجیتال                           |